# Mélesville
Anne-Honoré-Joseph Duveyrier, més conegut pel seu pseudònim Mélesville, (París, 13 de desembre de 1787 - Marly-li-Roi, 7 de novembre de 1865) fou un compositor, dramaturg i libretista francès.

## Biografia
Fou fill del conegut magistrat i posteriorment dramaturg Honoré-Nicolas-Marie Duveyrier, Anne-Honoré-Joseph Duveyrier va decidir prescindir del cognom patern adoptant el pseudònim de Mélesville pel qual encara és conegut.
Amb més de 340 obres creades, va anar passant per una gran varietat de gèneres diferents, com ara el drama, melodrama, comèdia, vodevil i llibrets d'òpera. Al llarg de la seva carrera, va col·laborar amb un gran nombre de dramaturgs francesos, especialment amb Eugène Scribe i Delestre Poirson. Juntament els tres van adoptar un pseudònim col·lectiu: Amédée de Saint-Marc. També va tenir col·laboracions destacades amb Nicolas Brazier i Pierre Carmouche.
Les seves obres, algunes de les quals van gaudir d'un gran èxit, es caracteritzaven per l'alegria, posada en escena, les paraules optimistes i la cura en els petits detalls en dissenyar els espais on ocorrerien les trames.
Com a llibretista va col·laborar amb Adolphe Adam, Daniel-François Auber i Jacques Offenbach entre d'altres.

## Obres destacades
- 1818:
  - Le Bourgmestre de Saardam ou Les Deux Pierre, en col·laboració amb Jean-Toussaint Merle i Schaffner (estrenada al Théâtre de la Porte Saint-Martin).
  - Les Solliciteurs et les fous, en col·laboració amb Gabriel de Lurieu (estrenada al Théâtre de la Porte Saint-Martin).
- 1823, Le Confident, en col·laboració amb Eugène Scribe (estrenada al Théâtre du Gymnase).
- 1827:
  - Cinq heures du soir, ou le Duel manqué, en col·laboració amb Emmanuel Théaulon i Pierre Carmouche (estrenada al Théâtre des Variétés).
  - L'Ami Bontems, ou La Maison de mon oncle, en col·laboració amb Emmanuel Théaulon (estrenada al Théâtre des Nouveautés).
- 1828, Le Mariage impossible, en col·laboració amb Pierre Carmouche (estrenada al Théâtre des Variétés).
- 1830, L'Oncle rival (estrenada al Théâtre du Gymnase).
- 1831:
  - Le Philtre champenois, en col·laboració amb Nicolas Brazier (estrenada al Théâtre du Palais-Royal).
  - L'Enfance de Louis XII ou la Correction de nos pères en col·laboració amb Antoine Simonnin (estrenada al Théâtre du Palais-Royal).
- 1837, Suzanne en col·laboració amb Eugène Guinot i Roger de Beauvoir (estrenada al Théâtre du Palais-Royal).
- 1842:
  - Deux-Ânes, en col·laboració amb Pierre Carmouche (estrenada per primera vegada en el théâtre du Palais Royal).
  - Les Circonstances atténuantes, en col·laboració amb Eugène Labiche i Auguste Lefranc (estrenada al Théâtre du Palais-Royal).
- 1844, Carlo et Carlin, en col·laboració amb Dumanoir (estrenada al Théâtre du Palais-Royal).
- 1850, Le Sopha, en col·laboració amb Eugène Labiche i Charles Desnoyer (estrenada al Théâtre du Palais-Royal).